# SN 2009P
SN 2009P – supernowa typu Ia-pec odkryta 28 stycznia 2009 roku w galaktyce PGC0034730. W momencie odkrycia miała maksymalną jasność 16,20m.